# King Hassan II Tournament 2000
Das 3. King Hassan II Tournament fand am 4. und 6. Juni 2000 in der Stadt Casablanca im Lande Marokko statt und war ein Einladungsturnier für Fußball-Nationalmannschaften. Neben dem Gastgeber Marokko nahmen auch die Auswahlen aus Japan, Jamaika und der Weltmeister aus Frankreich daran teil. Das Turnier wurde im K.-o.-System ausgetragen, am ersten Tage wurden die beiden Halbfinals ausgespielt, zwei Tage darauf das Spiel um den dritten Rang und das Finalspiel.
Frankreich verteidigte seinen Titel von 1998 und besiegte den Gastgeber im Finale.

## Ergebnisse
|  | Halbfinale | Halbfinale | Halbfinale |  |            | Finale           | Finale           | Finale           |
|  |            |            |            |  |            |                  |                  |                  |
|  | 4. 6. 2000 |            |            |  |            |                  |                  |                  |
|  |            | Frankreich | 2 (4) i.   |  |            |                  |                  |                  |
|  |            | Japan      | 2 (2) E.   |  |            | 6. 6. 2000       | 6. 6. 2000       | 6. 6. 2000       |
|  |            |            |            |  | Frankreich | 5                |                  |                  |
|  | 4. 6. 2000 | 4. 6. 2000 | 4. 6. 2000 |  |            | Marokko          | 1                |                  |
|  |            | Marokko    | 1          |  |            |                  |                  |                  |
|  |            | Jamaika    | 0          |  |            | Spiel um Platz 3 | Spiel um Platz 3 | Spiel um Platz 3 |
|  |            |            |            |  |            |                  | Japan            | 4                |
|  |            | Jamaika    | 0          |  |            |                  |                  |                  |
|  |            |            |            |  |            | 6. 6. 2000       |                  |                  |

## Statistik

### Halbfinale
| Frankreich                                   | Frankreich | Japan | Japan |
| -------------------------------------------- | --- | --- | ----- |
| Frankreich                                   | \| 4. Juni 2000 in Casablanca (Stade Mohamed V) \| \| Ergebnis: 2:2 (0:1), 4:2 i. E. \| \| Zuschauer: 40.000 \| | \| 4. Juni 2000 in Casablanca (Stade Mohamed V) \| \| Ergebnis: 2:2 (0:1), 4:2 i. E. \| \| Zuschauer: 40.000 \| | Japan |
| Frankreich                                   | Fabien Barthez, Lilian Thuram, Laurent Blanc, Marcel Desailly (67. Frank Leboeuf), Bixente Lizarazu, Didier Deschamps (46. Patrick Vieira), Emmanuel Petit, Zinédine Zidane (89. Thierry Henry), Robert Pires (46. Youri Djorkaeff), Sylvain Wiltord, David Trezeguet (74. Nicolas Anelka) | Seigō Narazaki, Gō Ōiwa, Ryūzō Morioka, Naoki Matsuda, Hidetoshi Nakata, Teruyoshi Itō, Hiroshi Nanami, Junichi Inamoto, Shunsuke Nakamura (67. Atsuhiro Miura), Hiroaki Morishima, Akinori Nishizawa (89. Atsushi Yanagisawa) | Japan |
| Frankreich                                   | 1:1 Zinédine Zidane (63.) 2:2 Youri Djorkaeff (76.) | 0:1 Hiroaki Morishima (34.) 1:2 Akinori Nishizawa (73.) | Japan |
| Frankreich                                   | Elfmeterschießen | | Japan |
| Frankreich                                   | 1:0 Djorkaeff 2:1 Henry 3:2 Leboeuf 4:2 Anelka | 1:1 Nakata 2:2 Miura Inamoto vergibt Nanami vergibt | Japan |
| 4. Juni 2000 in Casablanca (Stade Mohamed V) | | |       |
| Ergebnis: 2:2 (0:1), 4:2 i. E.               | | |       |
| Zuschauer: 40.000                            | | |       |

| Marokko                                      | Marokko | Jamaika | Jamaika |
| -------------------------------------------- | --- | --- | ------- |
| Marokko                                      | \| 4. Juni 2000 in Casablanca (Stade Mohamed V) \| \| Ergebnis: 1:0 (0:0) \| \| Zuschauer: 40.000 \| | \| 4. Juni 2000 in Casablanca (Stade Mohamed V) \| \| Ergebnis: 1:0 (0:0) \| \| Zuschauer: 40.000 \| | Jamaika |
| Marokko                                      | Karim Zaza, Youssef Mariana, Talal El Karkouri, Othmane El Assas, Mohamed Bencherifa, Lahcen Abrami, Mourad Hdioud (89. Akram Roumani), Abdeljalil Hadda Adil Ramzi, Salaheddine Bassir, Jamal Sellami (46. Hicham Zerouali) | Donovan Ricketts, Stephen Malcolm, Linval Dixon, Claude Davis, Christopher Dawes, Paul Hall (70. Dwayne Richards), Jermaine Hue (46. Winston Griffiths), Jermaine Johnson, Fabian Davis (85. Oneil Smith), Michael Johnson, Andy Williams | Jamaika |
| Marokko                                      | 1:0 Hicham Zerouali (61.) | | Jamaika |
| 4. Juni 2000 in Casablanca (Stade Mohamed V) | | |         |
| Ergebnis: 1:0 (0:0)                          | | |         |
| Zuschauer: 40.000                            | | |         |

### Spiel um Platz drei
| Japan                                        | Japan | Jamaika | Jamaika |
| -------------------------------------------- | --- | --- | ------- |
| Japan                                        | \| 6. Juni 2000 in Casablanca (Stade Mohamed V) \| \| Ergebnis: 4:0 (0:0) \| \| Zuschauer: 10.000 \| | \| 6. Juni 2000 in Casablanca (Stade Mohamed V) \| \| Ergebnis: 4:0 (0:0) \| \| Zuschauer: 10.000 \|                                                                                               | Jamaika |
| Japan                                        | Yoshikatsu Kawaguchi – Naoki Matsuda, Ryuzo Moioka, Kōji Nakata, Yoshiharu Ueno (46. Daisuke Oku), Teruyoshi Itō (46. Atsuhiro Miura), Shunsuke Nakamura, Hiroshi Nanami (75. Kazuyoshi Miura), Hidetoshi Nakata, Akinori Nishizawa (63. Atsushi Yanagisawa), Jo Shoji | Aaron Lawrence, Christopher Dawes, Michael Johnson, Frank Sinclair, Paul Hall, Linvall Dixon, Claude Davis, Winston Griffiths, Jermaine Hue (46. Stephen Malcolm), Jermaine Johnson, Andy Williams | Jamaika |
| Japan                                        | 1:0 Jo Shoji (47.) 2:0 Jo Shoji (60.) 3:0 Atsuhiro Miura (66.) 4:0 Kazuyoshi Miura (80.) | | Jamaika |
| 6. Juni 2000 in Casablanca (Stade Mohamed V) | | |         |
| Ergebnis: 4:0 (0:0)                          | | |         |
| Zuschauer: 10.000                            | | |         |

### Finale
| Marokko                                      | Marokko | Frankreich | Frankreich |
| -------------------------------------------- | --- | --- | ---------- |
| Marokko                                      | \| 6. Juni 2000 in Casablanca (Stade Mohamed V) \| \| Ergebnis: 1:5 (0:1) \| \| Zuschauer: 55.000 \| | \| 6. Juni 2000 in Casablanca (Stade Mohamed V) \| \| Ergebnis: 1:5 (0:1) \| \| Zuschauer: 55.000 \| | Frankreich |
| Marokko                                      | Khalid Fouhami, Youssef Mariana, Talal El Karkouri, Noureddine Naybet, Youssef Safri, Bouchaib M'Barki (63. Abdelfettah El Khattari), Mourad Hdioud, Lahcen Abrami Othmane El Assas, Salaheddine Bassir, Hicham Zerouali | Bernard Lama, Vincent Candela, Frank Leboeuf, Marcel Desailly, Christian Karembeu, Patrick Vieira, Johan Micoud (70. Didier Deschamps), Youri Djorkaeff (60. Zinédine Zidane), Christophe Dugarry (89. Sylvain Wiltord), Nicolas Anelka, Thierry Henry (75. Emmanuel Petit) | Frankreich |
| Marokko                                      | 1:2 Talal El Karkouri (66.) | 0:1 Thierry Henry (26.) 0:2 Youri Djorkaeff (55., Foulelfmeter) 1:3 Christophe Dugarry (75.) 1:4 Nicolas Anelka (84.) 1:5 Sylvain Wiltord (90.) | Frankreich |
| 6. Juni 2000 in Casablanca (Stade Mohamed V) | | |            |
| Ergebnis: 1:5 (0:1)                          | | |            |
| Zuschauer: 55.000                            | | |            |